# Coupe d'Asie féminine de hockey sur gazon 2025
Navigation
Mascate 2022 2029
La Coupe d'Asie féminine de hockey sur gazon 2025 sera la 11e édition de la Coupe d'Asie féminine de hockey sur gazon, une compétition de hockey sur gazon organisée tous les 4 ans par la Fédération asiatique de hockey. Le tournoi se déroulera à Hangzhou en Chine du 5 au 14 septembre 2025.

## Organisation
Le 4 juin 2025, la Chine est designée pays organisateur avec pour ville hôte Hangzhou deux ans après avoir organisé les Jeux asiatiques de 2022.

### Ville hôte
| [[Fichier:China LCC administrative map.svg\|240px\|{{#if:\|{{{alt}}}\|Coupe d'Asie féminine de hockey sur gazon 2025 est dans la page Chine.]]Hangzhou | Hangzhou                          |
| --- | --------------------------------- |
| [[Fichier:China LCC administrative map.svg\|240px\|{{#if:\|{{{alt}}}\|Coupe d'Asie féminine de hockey sur gazon 2025 est dans la page Chine.]]Hangzhou | Gongshu Canal Sports Park Stadium |
| [[Fichier:China LCC administrative map.svg\|240px\|{{#if:\|{{{alt}}}\|Coupe d'Asie féminine de hockey sur gazon 2025 est dans la page Chine.]]Hangzhou | Capacité: 5 000                   |
| [[Fichier:China LCC administrative map.svg\|240px\|{{#if:\|{{{alt}}}\|Coupe d'Asie féminine de hockey sur gazon 2025 est dans la page Chine.]]Hangzhou |                                   |

## Qualifications
Les six premières équipes de la zone Asie du Classement mondial FIH sont automatiquement qualifiées pour la Coupe d'Asie.
Taipei et Singapour, finalistes de la Coupe AHF, sont également qualifiées pour la Coupe d'Asie.

### Nations qualifiées
| Événement              | Dates              | Lieu    | Quotas | Qualifiés                                        |
| ---------------------- | ------------------ | ------- | ------ | ------------------------------------------------ |
| Classement mondial FIH | NC                 | NC      | 6      | Chine Inde Japon Malaisie Corée du Sud Thaïlande |
| Coupe AHF 2025         | 17 - 27 avril 2025 | Jakarta | 2      | Taipei Singapour                                 |
| Total                  | Total              | Total   | 8      |                                                  |

## Format
Huit équipes sont réparties en deux groupes de quatre équipes. Le format est celui d'un tournoi toutes rondes : chaque équipe joue un match contre les trois autres équipes du même groupe.
Les deux premiers de chaque groupe se qualifient pour la phase finale au sein d'un groupe de quatre équipes, tandis que les deux derniers de chaque groupe se qualifient pour la phase de classement sur base d'une phase à élimination directe.

### Critères de départage
En cas d'égalité de points entre plusieurs équipes, les critères suivants sont appliqués dans l'ordre indiqué pour établir leur classement:
1. Plus grand nombre de victoires,
2. Meilleure différence de buts,
3. Plus grand nombre de buts marqués,
4. Plus grand nombre de points marqués entre les équipes concernées,
5. Plus grand nombre de buts marqués de plein jeu.

## Phase de groupes

### Poule A
| Rang | Équipe       | Pts | J | G | N | P | Bp | Bc | Diff |
| ---- | ------------ | --- | - | - | - | - | -- | -- | ---- |
| 1    | Chine H      | 0   | 0 | 0 | 0 | 0 | 0  | 0  | 0    |
| 2    | Corée du Sud | 0   | 0 | 0 | 0 | 0 | 0  | 0  | 0    |
| 3    | Malaisie     | 0   | 0 | 0 | 0 | 0 | 0  | 0  | 0    |
| 4    | Taipei       | 0   | 0 | 0 | 0 | 0 | 0  | 0  | 0    |

- Phase finale
- Phase de classement

| Match 3                | Corée du Sud | -   | Taipei |                             |                             |
| 5 septembre 2025 16h45 |              | (-) |        | Arbitrage : Arbitre vidéo : | Arbitrage : Arbitre vidéo : |

| Match 4                | Chine | -   | Malaisie |                             |                             |
| 5 septembre 2025 19h00 |       | (-) |          | Arbitrage : Arbitre vidéo : | Arbitrage : Arbitre vidéo : |

| Match 7                | Malaisie | -   | Taipei |                             |                             |
| 7 septembre 2025 16h45 |          | (-) |        | Arbitrage : Arbitre vidéo : | Arbitrage : Arbitre vidéo : |

| Match 8                | Corée du Sud | -   | Chine |                             |                             |
| 7 septembre 2025 19h00 |              | (-) |       | Arbitrage : Arbitre vidéo : | Arbitrage : Arbitre vidéo : |

| Match 11               | Malaisie | -   | Corée du Sud |                             |                             |
| 8 septembre 2025 16h45 |          | (-) |              | Arbitrage : Arbitre vidéo : | Arbitrage : Arbitre vidéo : |

| Match 12               | Chine | -   | Taipei |                             |                             |
| 8 septembre 2025 19h00 |       | (-) |        | Arbitrage : Arbitre vidéo : | Arbitrage : Arbitre vidéo : |

### Poule B
| Rang | Équipe    | Pts | J | G | N | P | Bp | Bc | Diff |
| ---- | --------- | --- | - | - | - | - | -- | -- | ---- |
| 1    | Inde      | 0   | 0 | 0 | 0 | 0 | 0  | 0  | 0    |
| 2    | Japon T   | 0   | 0 | 0 | 0 | 0 | 0  | 0  | 0    |
| 3    | Thaïlande | 0   | 0 | 0 | 0 | 0 | 0  | 0  | 0    |
| 4    | Singapour | 0   | 0 | 0 | 0 | 0 | 0  | 0  | 0    |

- Phase finale
- Phase de classement

| Match 1                | Japon   | -   | Singapour |                             |                             |
| 5 septembre 2025 12h15 |         | (-) |           | Arbitrage : Arbitre vidéo : | Arbitrage : Arbitre vidéo : |
| 5 septembre 2025 12h15 | Rapport |     |           | Arbitrage : Arbitre vidéo : | Arbitrage : Arbitre vidéo : |

| Match 2                | Inde    | -   | Thaïlande |                             |                             |
| 5 septembre 2025 14h30 |         | (-) |           | Arbitrage : Arbitre vidéo : | Arbitrage : Arbitre vidéo : |
| 5 septembre 2025 14h30 | Rapport |     |           | Arbitrage : Arbitre vidéo : | Arbitrage : Arbitre vidéo : |

| Match 5                | Thaïlande | -   | Singapour |                             |                             |
| 6 septembre 2025 16h45 |           | (-) |           | Arbitrage : Arbitre vidéo : | Arbitrage : Arbitre vidéo : |
| 6 septembre 2025 16h45 | Rapport   |     |           | Arbitrage : Arbitre vidéo : | Arbitrage : Arbitre vidéo : |

| Match 6                | Japon   | -   | Inde |                             |                             |
| 6 septembre 2025 19h00 |         | (-) |      | Arbitrage : Arbitre vidéo : | Arbitrage : Arbitre vidéo : |
| 6 septembre 2025 19h00 | Rapport |     |      | Arbitrage : Arbitre vidéo : | Arbitrage : Arbitre vidéo : |

| Match 9                | Thaïlande | -   | Japon |                             |                             |
| 8 septembre 2025 12h15 |           | (-) |       | Arbitrage : Arbitre vidéo : | Arbitrage : Arbitre vidéo : |
| 8 septembre 2025 12h15 | Rapport   |     |       | Arbitrage : Arbitre vidéo : | Arbitrage : Arbitre vidéo : |

| Match 10               | Inde    | -   | Singapour |                             |                             |
| 8 septembre 2025 14h30 |         | (-) |           | Arbitrage : Arbitre vidéo : | Arbitrage : Arbitre vidéo : |
| 8 septembre 2025 14h30 | Rapport |     |           | Arbitrage : Arbitre vidéo : | Arbitrage : Arbitre vidéo : |

## Phase classement

### Poule de classement
| Rang | Équipe | Pts | J | G | N | P | Bp | Bc | Diff |
| ---- | ------ | --- | - | - | - | - | -- | -- | ---- |
| 1    |        | 0   | 0 | 0 | 0 | 0 | 0  | 0  | 0    |
| 2    |        | 0   | 0 | 0 | 0 | 0 | 0  | 0  | 0    |
| 3    |        | 0   | 0 | 0 | 0 | 0 | 0  | 0  | 0    |
| 4    |        | 0   | 0 | 0 | 0 | 0 | 0  | 0  | 0    |

| Match 13                |  | -   |  |                             |                             |
| 10 septembre 2025 12h15 |  | (-) |  | Arbitrage : Arbitre vidéo : | Arbitrage : Arbitre vidéo : |

| Match 14                |  | -   |  |                             |                             |
| 10 septembre 2025 14h30 |  | (-) |  | Arbitrage : Arbitre vidéo : | Arbitrage : Arbitre vidéo : |

| Match 17                |  | -   |  |                             |                             |
| 11 septembre 2025 12h15 |  | (-) |  | Arbitrage : Arbitre vidéo : | Arbitrage : Arbitre vidéo : |

| Match 18                |  | -   |  |                             |                             |
| 11 septembre 2025 14h30 |  | (-) |  | Arbitrage : Arbitre vidéo : | Arbitrage : Arbitre vidéo : |

| Match 21                |  | -   |  |                             |                             |
| 13 septembre 2025 12h15 |  | (-) |  | Arbitrage : Arbitre vidéo : | Arbitrage : Arbitre vidéo : |

| Match 22                |  | -   |  |                             |                             |
| 13 septembre 2025 14h30 |  | (-) |  | Arbitrage : Arbitre vidéo : | Arbitrage : Arbitre vidéo : |

### Match pour la7eplace
| Match 25                |  | -   |  |                             |                             |
| 14 septembre 2025 11h00 |  | (-) |  | Arbitrage : Arbitre vidéo : | Arbitrage : Arbitre vidéo : |

### Match pour la5eplace
| Match 26                |  | -   |  |                             |                             |
| 14 septembre 2025 13h30 |  | (-) |  | Arbitrage : Arbitre vidéo : | Arbitrage : Arbitre vidéo : |

## Phase finale

### Poule Super 4
| Rang | Équipe | Pts | J | G | N | P | Bp | Bc | Diff |
| ---- | ------ | --- | - | - | - | - | -- | -- | ---- |
| 1    |        | 0   | 0 | 0 | 0 | 0 | 0  | 0  | 0    |
| 2    |        | 0   | 0 | 0 | 0 | 0 | 0  | 0  | 0    |
| 3    |        | 0   | 0 | 0 | 0 | 0 | 0  | 0  | 0    |
| 4    |        | 0   | 0 | 0 | 0 | 0 | 0  | 0  | 0    |

- Finale
- Match pour la 3e place

| Match 15                |  | -   |  |                             |                             |
| 10 septembre 2025 16h45 |  | (-) |  | Arbitrage : Arbitre vidéo : | Arbitrage : Arbitre vidéo : |

| Match 16                |  | -   |  |                             |                             |
| 10 septembre 2025 19h00 |  | (-) |  | Arbitrage : Arbitre vidéo : | Arbitrage : Arbitre vidéo : |

| Match 19                |  | -   |  |                             |                             |
| 11 septembre 2025 16h45 |  | (-) |  | Arbitrage : Arbitre vidéo : | Arbitrage : Arbitre vidéo : |

| Match 20                |  | -   |  |                             |                             |
| 11 septembre 2025 19h00 |  | (-) |  | Arbitrage : Arbitre vidéo : | Arbitrage : Arbitre vidéo : |

| Match 23                |  | -   |  |                             |                             |
| 13 septembre 2025 16h45 |  | (-) |  | Arbitrage : Arbitre vidéo : | Arbitrage : Arbitre vidéo : |

| Match 24                |  | -   |  |                             |                             |
| 13 septembre 2025 19h00 |  | (-) |  | Arbitrage : Arbitre vidéo : | Arbitrage : Arbitre vidéo : |

### Match pour la3eplace
| Match 27                |  | -   |  |                             |                             |
| 14 septembre 2025 16h00 |  | (-) |  | Arbitrage : Arbitre vidéo : | Arbitrage : Arbitre vidéo : |

### Finale
| Match 28                |  | -   |  |                             |                             |
| 14 septembre 2025 20h00 |  | (-) |  | Arbitrage : Arbitre vidéo : | Arbitrage : Arbitre vidéo : |

## Statistiques

### Classement final
| Rang                     | Groupe | Équipe       | J | V | N | P | BP | BC | +/- | Pts | Classement mondial FIH | Classement mondial FIH | Classement mondial FIH |
| Rang                     | Groupe | Équipe       | J | V | N | P | BP | BC | +/- | Pts | Avant                  | Après                  | +/-                    |
| ------------------------ | ------ | ------------ | - | - | - | - | -- | -- | --- | --- | ---------------------- | ---------------------- | ---------------------- |
| Médaille d'or, Asie      | A      | Chine H      | 0 | 0 | 0 | 0 | 0  | 0  | 0   | 0   |                        |                        |                        |
| Médaille d'argent, Asie  | B      | Inde         | 0 | 0 | 0 | 0 | 0  | 0  | 0   | 0   |                        |                        |                        |
| Médaille de bronze, Asie | B      | Japon T      | 0 | 0 | 0 | 0 | 0  | 0  | 0   | 0   |                        |                        |                        |
| 4                        | A      | Corée du Sud | 0 | 0 | 0 | 0 | 0  | 0  | 0   | 0   |                        |                        |                        |
| 5                        | A      | Malaisie     | 0 | 0 | 0 | 0 | 0  | 0  | 0   | 0   |                        |                        |                        |
| 6                        | B      | Thaïlande    | 0 | 0 | 0 | 0 | 0  | 0  | 0   | 0   |                        |                        |                        |
| 7                        | B      | Singapour    | 0 | 0 | 0 | 0 | 0  | 0  | 0   | 0   |                        |                        |                        |
| 8                        | A      | Taipei       | 0 | 0 | 0 | 0 | 0  | 0  | 0   | 0   |                        |                        |                        |

|  | Nation qualifiée pour la Coupe du monde 2026                         |
|  | Nations qualifiées pour les Qualifications de la Coupe du monde 2026 |